# Équipe de Nouvelle-Zélande des moins de 20 ans de football
Maillots
Actualités
L'équipe de Nouvelle-Zélande de football des moins de 20 ans est une sélection de joueurs de moins de 20 ans au début des deux années de compétition placée sous la responsabilité de la Fédération de Nouvelle-Zélandede football.

## Palmarès
- Coupe du monde des moins de 20 ans
  - Huitième de finaliste en 2015, 2017 et 2019

- Océanie U20
  - Vainqueur (8) , en 1980, 1992, 2007, 2011, 2013, 2016, 2018, et 2022
  - Finaliste (7)  en 1974, 1982, 1988, 1990, 1994, 1997 et 2001

## Parcours en compétition internationale

### Coupe du monde des moins de 20 ans
| Coupe du monde des moins de 20 ans | Coupe du monde des moins de 20 ans | Coupe du monde des moins de 20 ans | Coupe du monde des moins de 20 ans | Coupe du monde des moins de 20 ans | Coupe du monde des moins de 20 ans | Coupe du monde des moins de 20 ans | Coupe du monde des moins de 20 ans |
| Année                              | Tour                               | J                                  | G                                  | N                                  | P                                  | Bp                                 | Bc                                 |
| ---------------------------------- | ---------------------------------- | ---------------------------------- | ---------------------------------- | ---------------------------------- | ---------------------------------- | ---------------------------------- | ---------------------------------- |
| 1977                               | Non participant                    | -                                  | -                                  | -                                  | -                                  | -                                  | -                                  |
| 1979                               | Non qualifiée                      | -                                  | -                                  | -                                  | -                                  | -                                  | -                                  |
| 1981                               | Non qualifiée                      | -                                  | -                                  | -                                  | -                                  | -                                  | -                                  |
| 1983                               | Non qualifiée                      | -                                  | -                                  | -                                  | -                                  | -                                  | -                                  |
| 1985                               | Non qualifiée                      | -                                  | -                                  | -                                  | -                                  | -                                  | -                                  |
| 1987                               | Non qualifiée                      | -                                  | -                                  | -                                  | -                                  | -                                  | -                                  |
| 1989                               | Non qualifiée                      | -                                  | -                                  | -                                  | -                                  | -                                  | -                                  |
| 1991                               | Non qualifiée                      | -                                  | -                                  | -                                  | -                                  | -                                  | -                                  |
| 1993                               | Non qualifiée                      | -                                  | -                                  | -                                  | -                                  | -                                  | -                                  |
| 1995                               | Non qualifiée                      | -                                  | -                                  | -                                  | -                                  | -                                  | -                                  |
| 1997                               | Non qualifiée                      | -                                  | -                                  | -                                  | -                                  | -                                  | -                                  |
| 1999                               | Non qualifiée                      | -                                  | -                                  | -                                  | -                                  | -                                  | -                                  |
| 2001                               | Non qualifiée                      | -                                  | -                                  | -                                  | -                                  | -                                  | -                                  |
| 2003                               | Non qualifiée                      | -                                  | -                                  | -                                  | -                                  | -                                  | -                                  |
| 2005                               | Non qualifiée                      | -                                  | -                                  | -                                  | -                                  | -                                  | -                                  |
| 2007                               | Premier tour                       | 3                                  | 0                                  | 0                                  | 3                                  | 1                                  | 5                                  |
| 2009                               | Non qualifiée                      | -                                  | -                                  | -                                  | -                                  | -                                  | -                                  |
| 2011                               | Premier tour                       | 3                                  | 0                                  | 2                                  | 1                                  | 2                                  | 3                                  |
| 2013                               | Premier tour                       | 3                                  | 0                                  | 0                                  | 3                                  | 1                                  | 7                                  |
| 2015                               | Huitième de finale                 | 4                                  | 1                                  | 1                                  | 2                                  | 6                                  | 7                                  |
| 2017                               | Huitième de finale                 | 4                                  | 1                                  | 1                                  | 2                                  | 3                                  | 9                                  |
| 2019                               | Huitième de finale                 | 3                                  | 2                                  | 1                                  | 1                                  | 8                                  | 3                                  |
| 2021                               | Annulée Pandémie de Covid-19       |                                    |                                    |                                    |                                    |                                    |                                    |
| 2023                               | Huitième de finale                 | 4                                  | 1                                  | 1                                  | 2                                  | 3                                  | 11                                 |
| 2025                               | Qualifiée                          |                                    |                                    |                                    |                                    |                                    |                                    |
| Total                              | 8/24                               | 24                                 | 5                                  | 6                                  | 14                                 | 24                                 | 45                                 |